# فلاویان داسونویل
فلاویان داسونویل (انگلیسی: Flavien Dassonville؛ زادهٔ ۱۶ فوریهٔ ۱۹۹۱ ‏(۳۴ سال)) دوچرخه‌سوار اهل فرانسه است.
از باشگاه‌هایی که در آن بازی کرده‌است می‌توان به سن میشل–اوبر۹۳ اشاره کرد.